# 108 (число)
108 (сто восемь) — натуральное число, расположенное между числами 107 и 109. Оно не является простым числом, а относительно последовательности простых чисел расположено также между 107 и 109.

## В математике
- Среднее между двумя простыми близнецами 107 и 109.
- Внутренний угол правильного пятиугольника в градусах.
- Входит в дискриминант в формуле Кардано, используемой при решении кубических уравнений.
- Насчитывается 108 форм гептамино, среди которых также присутствует одно «дырявое» гептамино[2] ↓35, ↑369 .
- Сумма цифр этого числа - 9 (делится на 3 (36) и на 9 (12))
- Произведение цифр этого числа - 0

## В науке
- Атомный номер хассия.
- Средняя скорость вращения Земли по эллиптической орбите вокруг Солнца чуть не дотягивает до 108 тыс. км/час (107,15). По мере приближения к Солнцу ближе к перигелию достигает этой величины.
- Объём Земли ~ 108∙1010 км3 (108,32073×1010).
- Расстояние от Земли до Солнца 1,496·1011 м эквивалентно 108 диаметрам Солнца 1,392·109 м, или, если точно, — 107,5.

## В религии
- Сакральное число в буддизме:
  - Кангьюр (Канджур, Гандхур), сборник высказываний Будды, состоит из 108 томов;
  - буддийские чётки имеют 108 бусин;
  - 108 страстей — основаны на том, что у человека есть пять видов ощущений через органы чувств, плюс сознание. Каждый из этих путей осознания окружающего мира включает в себя по три ощущения из чувственного опыта — приятное, неприятное и нейтральное. Итого — 18=(5+1)*3. Удвоим это число тем, что каждое из этих ощущений порождено изнутри или извне. Получаем число 36. Но и, поскольку этот опыт существует в прошлом, настоящем и будущем, умножаем 36 на 3. Итого, (5+1)*3*2*3 = 108 страстей.[3]
  - 108 Простираний покаяния[4]
  - 108 приписываются особые свойства из-за возможности представления в виде треугольника: 108 получается как произведение (гиперфакториал) чисел

|   |   | 1 |   |   |
|   | 2 |   | 2 |   |
| 3 |   | 3 |   | 3 |
- Сакральное число в индуизме:
  - 108 имён Шивы
  - 108 имён Вишну
  - 108 — общее число гопи Вриндавана
  - 108 — число бусин в чётках-малах, используемых для повторения мантр
- 108 блаженных польских мучеников

## В других областях
- 18 апреля (108 день года)
- 108 год; 108 год до н. э.
- ASCII-код символа «l» — строчная латинская «L»
- 108 минут длился первый полёт человека в космосе
- каждые 108 минут совершалось нажатие на кнопку в телесериале LOST; также это число — сумма важных цифр сериала: 4, 8, 15, 16, 23, 42.